# Xan das Bolas
Xan das Bolas (eigentlich Tomás Ares Peña; * 30. Oktober 1908 in A Coruña; † 13. September 1977 in Madrid) war ein spanischer Schauspieler.
Das Bolas begann seine schauspielerische Karriere in den frühen 1930er Jahren als Komiker beim Theater und in Varietévorstellungen. Sein selbstgewählter Bühnennamen ist der galicische Ausdruck für Johannes aus den/mit den Geschichten. Nach dem Spanischen Bürgerkrieg begann er seine langanhaltende, rund 200 Filme umfassende Karriere auf der Leinwand, in der er alle Arten von Charakterrollen – oftmals Hotelpagen, Ladenbesitzer, Barmänner, Kleinstädter und Farmer – spielte und im Laufe derer er mit Regisseuren wie Florián Rey, Luis Lucia, José Luis Sáenz de Heredia, Juan de Orduña, Luis García Berlanga und Juan Antonio Bardem zusammenarbeiten konnte, aber auch in vielen Genrefilmen berücksichtigt wurde. In den 1970er Jahren war er auch in Fernsehrollen zu sehen.

## Filmografie (Auswahl)
- 1940: Salomé
- 1954: Der Coyote (El coyote)
- 1958: Die Rache (La venganza)
- 1959: Der Löwe von Babylon
- 1961: Unter der Flagge der Freibeuter (Los bucaneros del Caribe)
- 1961: Plácido
- 1962: Bienvenido, padre Murray
- 1962: Bis aufs Blut (Tierra brutal)
- 1962: Due contro tutti
- 1962: Torrejón City
- 1963: Die drei Unerbittlichen (Tres hombres buenos)
- 1963: Einer rechnet ab (Los cuatreros)
- 1963: Das Geheimnis des Scaramouche (La máscara de Scaramouche)
- 1963: Relevo para un pistolero
- 1964: La carga de la policía montada
- 1964: Schnelle Colts für Jeannie Lee (Sfida a Rio Bravo)
- 1965: Pistoleros (All'ombra di una colt)
- 1967: Dos cruces en Danger Pass
- 1967: Tal der Hoffnung (Clint el solitario)
- 1968: Pancho Villa reitet (Villa Rides)
- 1969: Garringo – der Henker (Garringo)
- 1970: Arriva Garringo (Reza por tu alma… y muere)
- 1971: Mord in der Rue Morgue (Murders in the Rue Morgue)
- 1972: Todesmarsch der Bestien (Condenados a vivir)
- 1977: Me siento extraña